# Каапвааль (кратон)

Кратон Каапвааль на політичній мапі Південної Африки

Кратон Каапвааль — кратон у Південній Африці, разом з кратоном Пілбара Західної Австралії, є найдавнішими ділянками земної кори віком 3.6-2.5 мільярд років. Подібність складаючих порід обох цих кратонів, особливо пізнього архею, дозволяє припустити, що вони колись були частиною надконтиненту Ваальбара..

## Опис
Кратон Каапвааль займає площу близько 1200000 км² і межує з кратоном Зімбабве на півночі по поясу Лімпопо. На півдні і заході кратон оточено протерозойською складчістастю і на сході — монокліналлю Лубомбо, що складається з юрських вивержених порід, пов'язаних з руйнацією Гондвани.
Кратон Каапваль створив стійку форму 3,7 — 2,6 млрд років тому через розміщення великих гранітоїдних батолітів, які потовщили і стабілізували континентальну кору на ранніх стадіях пов'язаного дугами магматизму і циклу осадконакопичення. Кратон складається з ранньоархейських (3,0-3,5 млрд років) гранітних зеленокам'яних террейнів і більш давніх тоналітових гнейсів (3,6-3,7 млрд років), з інтрузіями різних гранітних плутонів віком 3,3 — 3,0 млрд років. Подальша еволюція Каапвальского кратоне (3,0-2,7 млрд років), була пов'язана з дуговим континентальним об'єднанням, яке викликало накладення послідовностей басейнів, заповнених потужними послідовностями осаду, як вулканічного, так і осадового походження. Що супроводжувалося епізодичним розширенням і рифтогенезом, коли були сформовані Габорон-Каньє і Вентерсдорп послідовності. Ранньоархейська земна кора добре визначається тільки на східній стороні кратону і включає в себе колаж з піддоменів і блоків земної кори, що характеризується відмітними магматичними камінням і деформаціями.
Пізньоархейський метаморфізм (2,8-2,5 млрд років тому) поєднав південний край протоконтиненту Каапвааль з північним краєм протоконтиненту Зімбабве поясом Лімпопо. Пояс являє собою східно-північно-східну тенденцію зону гранулітової фації тектонітів, що відокремлює гранітоїдно-зеленокам'янні террейни Каапваальского і Зімбабвійського кратонів.

## Інтернет-ресурси
- ОДНА З НАЙДРЕВНІШИХ ДІЛЯНОК ЗЕМНОЇ КОРИ

| Рельєф | Це незавершена стаття з геотектоніки. Ви можете допомогти проєкту, виправивши або дописавши її. |